# Elaeagnus murakamiana
Elaeagnus murakamiana är en havtornsväxtart som beskrevs av Tomitaro Makino. Elaeagnus murakamiana ingår i släktet silverbuskar, och familjen havtornsväxter. Inga underarter finns listade i Catalogue of Life.